# Ucraïna al Festival de la Cançó d'Eurovisió Júnior
Ucraïna va ser un dels països que va debutar al Festival de la Cançó d'Eurovisió Júnior el 2006.
Durant les seves participacions, ha obtingut un èxit relatiu. Tan sols quatre vegades no ha aconseguit estar dins del top 10 (en 2010, 2011, 2015 i 2016). Va guanyar el festival de 2012 amb Anastasiya Petryk i la seva cançó Nebo, qui va aconseguir 138 punts. La pitjor posició que ha obtingut va ser una catorzena als festivals de 2010 i 2014.
D'altra banda, Ucraïna ha organitzat dues vegades el festival: en 2008 i 2013 (segona vegada que un país que guaya organitza el festival l'any següent). Les dues vegades han estat a Kíev, la capital.
El 2 de juliol de 2018, UA:PBC va anunciar inicialment que no participaria en el concurs de 2018 a Minsk, Bielorússia a causa de dificultats financeres. Tanmateix, el 2 d'agost de 2018, la Unió Europea de Radiodifusió (EBU) va anunciar que UA:PBC participaria el 2018.

## Participacions[4]
Llegenda
| Any  | Seu         | Artista             | Cançó                     | Lloc | Punts |
| ---- | ----------- | ------------------- | ------------------------- | ---- | ----- |
| 2006 | Bucarest    | Natzar Slyusarchuk  | «Khlopchyk rock 'n' roll» | 9    | 58    |
| 2007 | Rotterdam   | Ilona Halytska      | «Urok hlamuru»            | 9    | 56    |
| 2008 | Limassol    | Victòria Petryk     | «Matrosy»                 | 2    | 135   |
| 2009 | Kíev        | Andranik Alexanyan  | «Tri topoli, tri surmy»   | 5    | 89    |
| 2010 | Minsk       | Yulia Gurska        | «Miy litak»               | 14   | 28    |
| 2011 | Erevan      | Kristall            | «Evropa»                  | 11   | 42    |
| 2012 | Amsterdam   | Anastàsia Petryk    | «Nebo»                    | 1    | 138   |
| 2013 | Kíev        | Sofiya Tarasova     | «We are one»              | 2    | 121   |
| 2014 | Marsa       | Sympho-Nick         | «Spring will come»        | 6    | 74    |
| 2015 | Sofia       | Anna Trincher       | «Start with yourself»     | 11   | 38    |
| 2016 | La Valletta | Sofia Rol           | «Planet Craves for Love»  | 14   | 30    |
| 2017 | Tbilisi     | Anastasiya Bahinska | «Ne Zupyniay»             | 7    | 147   |
| 2018 | Minsk       | Darina Krasnovetska | «Say Love»                | 4    | 182   |
| 2019 | Gliwice     | Sofia Ivanko        | The Spirit of Music       | 15   | 59    |
| 2020 | Varsòvia    | Oleksandr Balabanov | «Vidkryvai (Open Up)»     | 7    | 106   |
| 2021 | París       | Olena Usenko        | «Vazhil'»                 | 6    | 125   |
| 2022 | Erevan      | Zlata Dzyunka       | «Nezlamna (Unbreakable)»  | 9    | 111   |
| 2023 | Niça        | Anastasiya Dymyd    | «Kvitka (flower)»         | 5    | 128   |
| 2024 | Madrid      | Artem Kotenko       | «Hear me now»             | 3    | 203   |

## Festivals organitzats a Ucraïna
| Edició                                       | Ciutat seu | Localització               | Presentantdors                                   |
| -------------------------------------------- | ---------- | -------------------------- | ------------------------------------------------ |
| Festival de la Cançó d'Eurovisió Junior 2009 | Kíev       | Palau dels Esports         | Ani Lorak, Timur Miroshnychenko i Dmytro Borodin |
| Festival de la Cançó d'Eurovisió Junior 2013 | Kíev       | Palau Nacional de les Arts | Zlata Ognevich i Timur Miroshnychenko            |